# ヴァシル・ストゥス
ヴァシル・セメノヴィチ・ストゥス（ウクライナ語: Васи́ль Семе́нович Стус、1938年1月6日 - 1985年9月4日）は、ウクライナの詩人、翻訳者、文学評論家、ジャーナリストであり、ウクライナの反体制運動の活動家。政治的信念により、作品はソビエト連邦当局によって発禁処分を受け、13年間の拘禁生活を送った。1985年9月4日、ソビエトの政治犯強制労働収容所ペルム-36（現：政治抑圧歴史博物館）でハンガーストライキを宣言後に死亡。2005年11月26日、ウクライナ大統領ヴィクトル・ユシチェンコにより、最高国家称号ウクライナ英雄を死後授与された。ストゥスはウクライナを代表する詩人の一人として広く評価されている。

## 経歴
ヴァシル・ストゥスは1938年1月6日、ウクライナ・ソビエト社会主義共和国ヴィーンヌィツャ州ハイスィン地区ラフニウカ村の農民家庭に生まれた。翌年、両親のセメン・デミャノヴィチとイリナ・ヤキウナはスタリノ（現：ドネツィク）市に移住し、子供たちは1年後に合流した。母イリナからウクライナ語の民謡を学び、初めてウクライナ語と詩に触れた。
中等学校卒業後、スタリノの教育学院（現：ドネツィク国立大学）の歴史・文学部に入学。1959年、ラテン語優等で卒業した。卒業後、キロヴォフラード州タウジュネ村でウクライナ語・文学の高校教師として短期間勤務し、その後2年間ソビエト軍に徴兵され、ウラル山脈で服務した。大学在学中および軍務中に詩を書き始め、ヨハン・ヴォルフガング・フォン・ゲーテとライナー・マリア・リルケの詩をウクライナ語に翻訳したが、原稿は後にKGBに押収され紛失した。
軍務終了後、1960年から1963年まで新聞「社会主義ドンバス」（Sotsialistychnyi Donbas）の編集者として働いた。1963年、キエフのウクライナ科学アカデミーシェフチェンコ文学研究所の博士課程に入学し、選集詩を出版した。
1965年、ヴァレンティナ・ポペリュフと結婚し、1966年に息子ドムィトロが生まれた。
1965年9月4日、キエフの「ウクライナ」映画館でセルゲイ・パラジャーノフの映画『忘れられた祖先の影』のプレミア上映中、ウクライナ知識人への逮捕に抗議するデモに参加。その結果、9月30日に研究所から追放され、州歴史公文書館の職も失った。その後、建設現場、消防士、技術者として働きながら詩作を続けた。1965年、初の詩集『循環』（Круговерть）を出版社に提出したが、ソビエトのイデオロギーと芸術様式に合わないとして却下された。次の詩集『冬の木々』（Зимові дерева）も、詩人イヴァン・ドラチと評論家エウゲン・アデルゲイムの好評にもかかわらず却下され、1970年にベルギーで出版された。
1972年1月12日、「反ソビエト扇動とプロパガンダ」の罪で逮捕。詩人パウロ・ティチナに関するエッセイ「時代の現象（栄光のゴルゴタへの登攀）」が裁判の主な証拠として使用された。5年間の強制労働収容所服役と2年間のマガダン州での流刑を言い渡された。

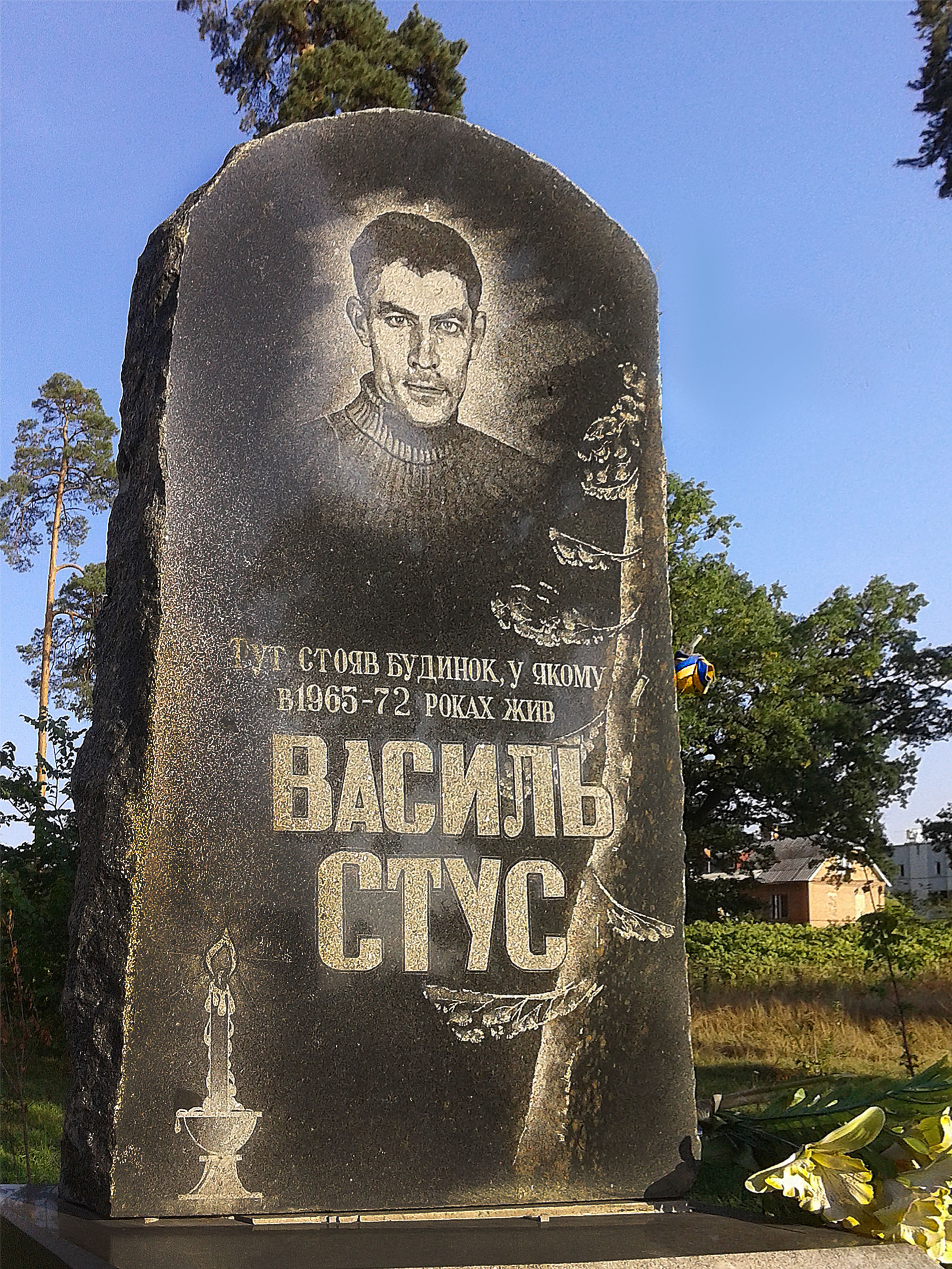
ストゥスが1965年から1972年まで住んだキエフのペレモハ通り119番地（現：ストゥス広場）の記念碑

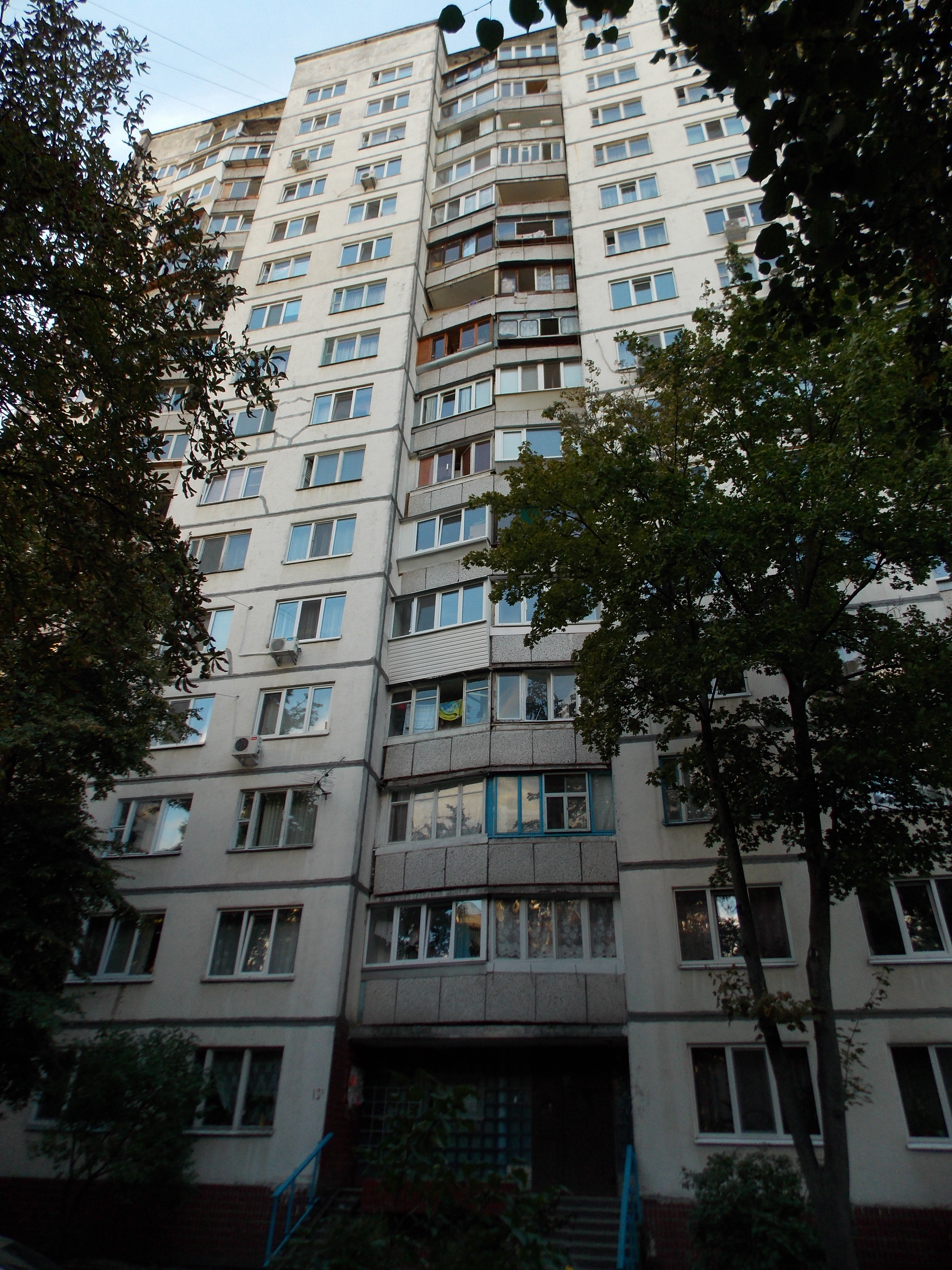
ストゥスが1979年から1980年まで住んだキエフのチョルノビリ通り13a番地の建物

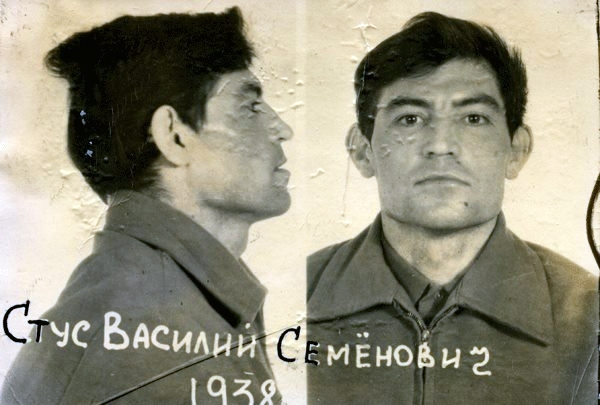
1980年のKGBによるストゥスの写真

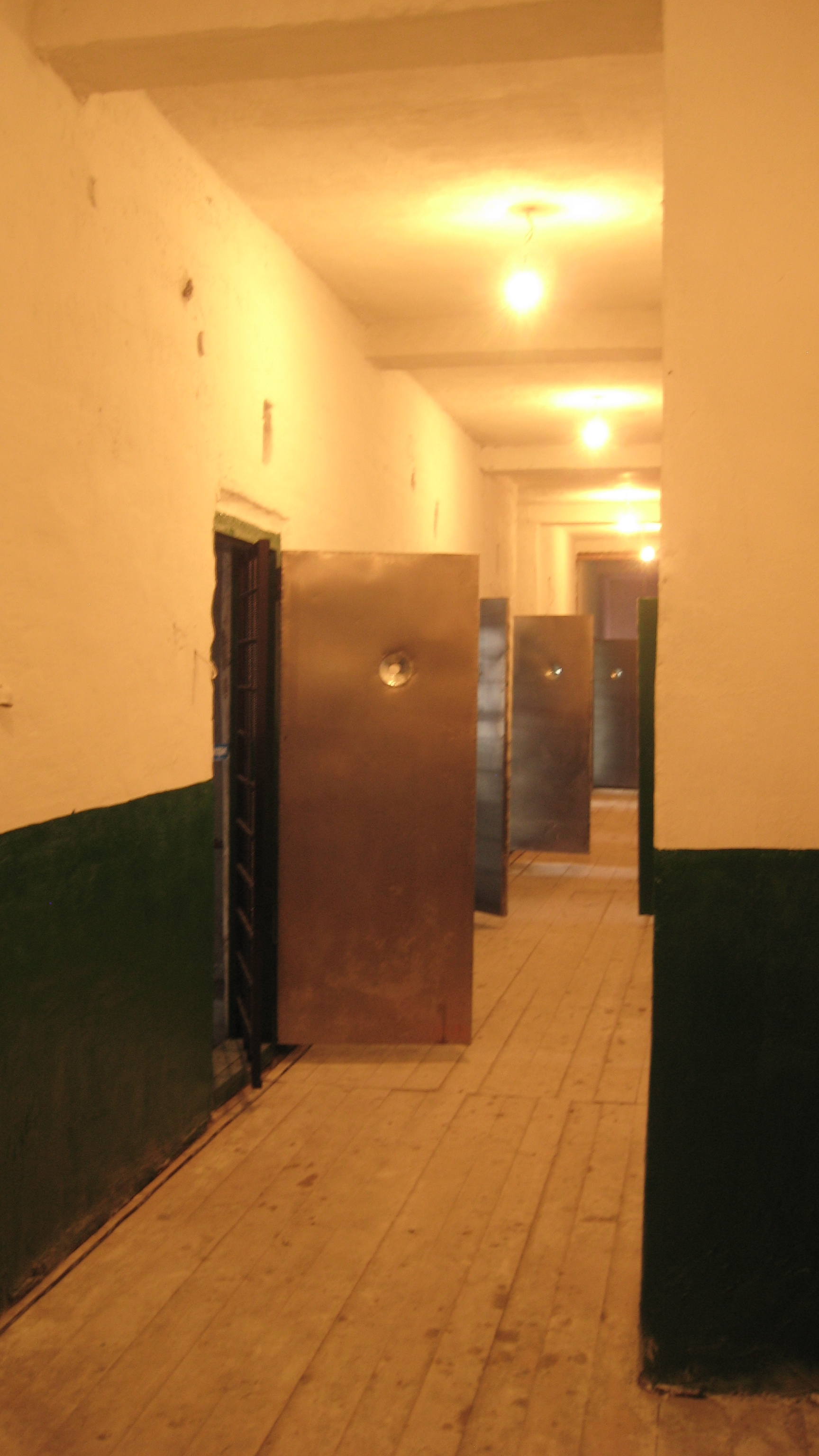
ストゥスが1985年9月4日に死亡したペルム-36の独房

1979年8月、服役を終えてキエフに戻り、鋳造工場で働いた。ウクライナ・ヘルシンキ・グループ（UHG）のメンバー擁護を公に訴え、1979年10月に同グループに加入。ストゥスは自伝的ノートで次のように述べている：
「キエフで、ヘルシンキ・グループに近い人々が最も露骨な形で弾圧されていることを知った。オヴシエンコ、ホルバル、リトヴィンらの裁判がそうであり、チョルノヴィルやロズムヌィも同様に扱われる予定だった。私はそんなキエフを望まなかった。グループが指導者を失ったのを見て、加入せざるを得なかった…命が奪われるとき、哀れなパン屑は必要なかった。心理的に、収容所の門がすでに開き、いつ閉まるかを理解していた。だが、どうすべきだったのか？ ウクライナ人は国外に出られず、そもそも私は国境の外に出たくなかった。ここ、大ウクライナで、誰が憤りと抗議の声となるのか？ これが私の運命であり、運命は選べない。それを受け入れるか、さもなくば強制される。私はどんなことがあっても頭を下げるつもりはなかった。私の背後にはウクライナ、抑圧された私の民があり、その名誉を守るか滅びるかだった。」（「収容所ノート」、1983年）
1980年5月14日、1980年モスクワオリンピックを前に「反ソビエト活動」の罪で再逮捕され、10年間の服役を言い渡された。この裁判で、後にウクライナ政界で影響力を持ったヴィクトル・メドヴェドチュクがストゥスの弁護人を務めた。メドヴェドチュクはストゥスの罪状がすべて処罰に値すると主張しつつ、健康問題を抱えながら工場でノルマを達成していたと述べた。ストゥスは別の弁護人を求める要求を却下された。反体制派イェウヘン・スヴェルスチュクは2018年の『インディペンデント』紙のインタビューで、メドヴェドチュクが「共産主義青年団の攻撃的なタイプで、ストゥスを弁護せず、理解しようともせず、事件に関心がなかった」と回想した。
1985年9月4日、ペルム-36（ペルミ州クチノ村）でハンガーストライキを宣言後に死亡。ダヌィロ・シュムクによると、収容所長ジュラフコフ少佐はストゥスの死後自殺したという。1980年から1987年までのクチノ収容所の56人の収監者中、8人が死亡し、うち4人がウクライナ・ヘルシンキ・グループのメンバーだった。
1990年8月、ソビエト連邦最高裁判所は証拠不足を理由にストゥスの有罪判決を取消し、事件を終結させた。

## 遺産

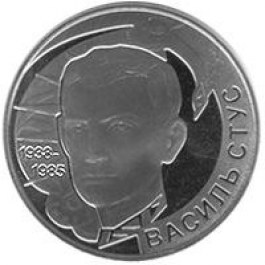
ストゥスを記念してウクライナ国立銀行が発行した記念硬貨

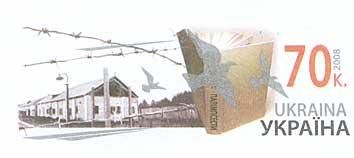
「ヴァシル・ストゥス生誕70周年」記念切手

1985年、国際的な学者、作家、詩人の委員会がストゥスを1986年のノーベル文学賞に推薦したが、彼の死により実現しなかった。
1989年11月19日、ストゥス、オレクサ・ティヒ、ユーリ・リトヴィンの遺体がキエフに運ばれ、3万人以上が参加した儀式でバイコヴェ墓地に再埋葬された。
1989年1月、ウクライナ独立創造的知識人協会が「才能と勇気」を称える非政府のヴァシル・ストゥス賞を創設し、毎年ストゥスの誕生日（1月6日）にリヴィウで授与される。1993年、詩集『苦痛の道』（1990年）でシェフチェンコ・ウクライナ国家賞を死後受賞。
2008年1月8日、ウクライナ国立銀行がストゥスを記念する記念硬貨を発行。同年1月25日、ウクルポシュタが記念切手を発行。
2008年12月、ドネツィク国立大学の現旧学生が教育大臣イヴァン・ヴァカルチュクに大学をストゥスの名で改称するよう請願したが、2009年2月17日、学術評議会の63人中62人が反対し、学生代表も同様に投票した。ドンバス戦争によりヴィーンヌィツャに移転した同大学は、2016年6月10日、学術評議会の105票中75票でストゥスにちなむ改称を承認。
ドンバス戦争中、親ロシア派が占拠したドネツィクの大学建物からストゥスの記念銘板が2015年に撤去された。
ウクライナの知識人の間でストゥスは高く評価されている。ウクライナ各地にストゥスの名を冠した通りが数十あり、2022年ロシアのウクライナ侵攻中の世論調査でキエフ地下鉄レフ・トルストイ広場駅の改称先としてストゥスが選ばれた。
2020年10月、ヴィクトル・メドヴェドチュクの訴えにより、ヴァフタン・キピアニの著書『ヴァシル・ストゥスの事件』がウクライナで配布禁止となった。2021年3月、キエフ控訴裁判所は一審の禁止判決を覆し、出版元ヴィヴァトと著者の訴えをほぼ全面的に認め、メドヴェドチュクの名前の使用禁止も解除。出版社は新版の印刷を表明し、メドヴェドチュクに14万フリヴニャの訴訟費用賠償を命じた。この判決は上訴期限内に異議がなく、法的効力を発した。

## 文化的影響
ストゥスの詩と反体制活動は、ウクライナ文学と文化的記憶に深い影響を与えた。彼の出身地ヴィーンヌィツャ州は、ホロドモールによる壊滅的な影響を受けた地域であり、ウクライナの農村社会の変容はストゥスの詩に間接的に反映されている。同じくヴィーンヌィツャ州出身の作家ヴァシル・ゼムリャクは、小説『白鳥の群れ』（ウクライナ語: Лебедина зграя、1965年）で、ホロドモール後の集団化と農村の文化的喪失を描き、ストゥスの詩が表現する抑圧されたウクライナのアイデンティティと共鳴する。ゼムリャクの作品は、ストゥスの詩やウクライナ・ヘルシンキ・グループでの活動と同様、ソビエト体制下でのウクライナの文化的抵抗を象徴する。

## 受賞
- 1982年 - アントノヴィチ賞[2]
- 1991年 - シェフチェンコ・ウクライナ国家賞（詩集『苦痛の道』、1990年）[21]
- 1997年 - ヤロスラウ賢公勲章4等（レオニード・クチマ大統領授与）[22]
- 2005年 - ウクライナ英雄（ヴィクトル・ユシチェンコ大統領授与）[23]

## 著作

### 詩集
- 『循環』（Круговерть、1965年）
- 『冬の木々』（Зимові дерева、1970年）
- 『陽気な墓地』（Веселий Цвинтар、1971年）
- 『パリンプセスト』（ウクライナ語: Палімпсести、1971年–1977年、1986年出版） - ストゥスの5番目の詩集。死後の1986年にニューヨークで出版[2]。

### 英語訳の詩
- 「我が内に主が生まれたり」（Poetry London、2022年春号、訳：アラン・ジュコフスキ）[24]
- 「見知らぬ者が我が人生を生き、我が身体を纏う」（Poetry International、訳：アラン・ジュコフスキ）[25]
- 「この痛みは死の苦悶のワインの如し」（The London Magazine、2019年2-3月号、訳：アラン・ジュコフスキ）[26]
- 「君はまだ生きている。最も底に…」（The Poetry Review、2022年冬号、訳：アラン・ジュコフスキ）[27]
- 「我は辺を越える…」（Ukrainian Literature、2014年、訳：アルテム・プレモトフ）[28]
- 「かくも多くの言葉、まるで不具の亡魂の如し！」（World Literature Today、2022年3月16日、訳：アルテム・プレモトフ）[29]
- 「我が青春の街を彷徨い…」「千年のキエフ」（Apofenie、訳：ボフダン・トカルスキ、ウィリアム・ブラッカー）[30]
- 「君に太陽を」（Asymptote、2023年6月6日、訳：ボフダン・トカルスキ、ニナ・マレー）[31]

## 関連文献
- Tokarsky, Bohdan (2020-06). “Thriving in Isolation and Beyond: The Empowering Poetry of Vasyl Stus [孤立とその先で輝く：ヴァシル・ストゥスの力強い詩]”. Los Angeles Review of Books 2025年5月17日閲覧。.
- Stus, Vasyl (1977-07). “The case of Vasyl Stus. Persecuted poet [ヴァシル・ストゥスの事件。迫害された詩人]”. Index on Censorship 6 (4):  13–14. doi:10.1080/03064227708532669.
- Svitlychna, Nadia (1986-02). “The death of Vasyl Stus [ヴァシル・ストゥスの死]”. Index on Censorship 15 (2):  34–37. doi:10.1080/03064228608534045.
- Kostash, Myrna (1998). “Inside the Copper Mountain [銅山の内部]”. The doomed bridegroom: a memoir [運命の花婿：回顧録]. エドモントン: New West Press. pp. 34–70. ISBN 978-1896300382 2025年5月17日閲覧。
- Стус, Дмитро (2005) (ウクライナ語).  [ヴァシル・ストゥス：創造としての人生]. キエフ: Факт
- Pavlyshyn, Marko (2010). “Martyrology and literary scholarship: the case of Vasyl Stus [殉教と文学研究：ヴァシル・ストゥスの事例]”. The Slavic and East European Journal 54 (4):  585–606. JSTOR 23345041.  オリジナルの2016-05-05時点におけるアーカイブ。 2025年5月17日閲覧。.
- Achilli, Alessandro (2013). “Vasyl' Stus and Russian culture: a complex issue [ヴァシル・ストゥスとロシア文化：複雑な問題]”. Australian & New Zealand Journal of European Studies 5 (2):  37–44.
- Achilli, Alessandro (2015-09). “Vasyl' Stus and death: on the thirtieth anniversary of his death [ヴァシル・ストゥスと死：没後30周年に]”. Krytyka 2025年5月17日閲覧。.